# André Sainte-Laguë
Pour les articles homonymes, voir Sainte (homonymie).
Jean-André Sainte-Laguë, prononcé [sɛ̃tlaˈɡy] (20 avril 1882 à Casteljaloux – 18 janvier 1950), est un mathématicien français, pionnier de la théorie des graphes.
Il est connu pour ses recherches (publiées en 1910) concernant les méthodes de répartition de sièges électoraux, il a donné son nom à l'une d'entre elles, la méthode de Sainte-Laguë.
Il a publié plusieurs essais de vulgarisation mathématique, dont un Du connu à l'inconnu (Gallimard, coll. «L'avenir de la science», 1941, préfacé par le biologiste Jean Rostand) a été traduit en plusieurs langues.

## Biographie
Né à Casteljaloux (Lot-et-Garonne), en 1882, André Sainte-Laguë a été admis à la fois, à l’âge de 20 ans, à l’École polytechnique et à l’École normale supérieure. Il choisit celle-ci et devint professeur en province, puis à Paris. Pendant la grande guerre, après avoir été trois fois blessé, il fut rattaché au Service des inventions de l’École normale de 1917 à 1919, étudia au laboratoire les obus à longue portée, et par la suite, le vol des oiseaux, ainsi que des questions se rattachant à l’aviation (essai de théorie du poisson). Après la Première Guerre mondiale, il est professeur dans les lycées de Paris.
De 1917 à 1919, puis de 1928 à 1931, il préside la Société des agrégés.

### Conservatoire national des arts et métiers
André Sainte-Laguë devint maître de conférences de mathématiques au Conservatoire national des arts et métiers (CNAM). Puis il reçut, en 1938, la Chaire de mathématiques appliquées. Il y forma des générations d’ingénieurs et de techniciens. À sa mort, il faisait trois cours en totalisant deux mille cinq cents élèves.

### Seconde Guerre mondiale et Résistance
Dès les premiers jours de l’Occupation, il prit une part importante dans la Résistance et fut même emprisonné pendant un certain temps. Il est délégué à l'Assemblée consultative provisoire, siégeant à Paris du 7 novembre 1944 au 3 août 1945, comme représentant de la Confédération des travailleurs intellectuels.

## Activités annexes
Il fut l’organisateur et l’animateur de la Section de mathématiques du Palais de la découverte, où son esprit encyclopédique reste encore présent.
À côté de sa carrière universitaire, il menait une existence de militant, en particulier à la Confédération des travailleurs intellectuels, dont il fut président dès 1929.

## Publications

### Monographies
- Notions de mathématiques, Paris, Hermann, 1913, VII-512 p.
- Les Réseaux, Toulouse, Privat, 1924, 64 p.
- Géométrie plane : livres I et II, Paris, Carus, 1924, 156 p.
- Géométrie plane : livres III et IV, Paris, École universelle, 1925, 188 p.
- Les Réseaux (ou graphes), Paris, Gauthier-Villars, coll. « Mémorial des sciences mathématiques », 1927, 64 p.
- Géométrie de situation et jeux, Paris, Gauthier-Villars, coll. « Mémorial des sciences mathématiques », 1929, 76 p.
- André de Sainte-Laguë et Antoine Magnan, Étude des trajectoires et des qualités aérodynamiques d'un avion par l'emploi d'un appareil cinématographique de bord, Paris, Gauthier-Villars, coll. « Publications scientifiques et techniques du Ministère de l'Air. Service des recherches de l'aéronautique », 1932, 99 p.
- Probabilités et morphologie, Paris, Hermann, coll. « Actualités scientifiques et industrielles », 1932, 30 p.
- André de Sainte-Laguë et Antoine Magnan, Sur la distribution en vol des vitesses aérodynamiques autour d'un avion en vol, Paris, Gauthier-Villars, coll. « Publications scientifiques et techniques du Ministère de l'Air. Service des recherches de l'aéronautique », 1932, 55 p.
- Guy Iliovici et André de Sainte-Laguë, Cours d'algèbre et d'analyse, à l'usage des élèves des classes de mathématiques spéciales et des candidats aux grandes écoles, Paris, L. Eyrolles, 1933
- Guy Iliovici et André de Sainte-Laguë, Mathématiques appliquées à l'usage des ingénieurs, des élèves-ingénieurs et des étudiants des Facultés des sciences, Paris, L. Eyrolles, 1933, VIII-239 p.
- Antoine Magnan et André de Sainte-Laguë, De quelques méthodes en morphologie, Paris, Éd. Masson, 1933, 173 p.
- Antoine Magnan et André de Sainte-Laguë, Le Vol au point fixe, Paris, Hermann, coll. « Actualités scientifiques et industrielles. Exposés de morphologie dynamique et de mécanique du mouvement » (no 4), 1933, 31 p.
- La Règle à calcul : introduction, historique, fabrication, choix d'une règle, mode d'emploi, Paris, L. Eyrolles, coll. « Bibliothèque de l'enseignement scientifique » (no 4), 1934, 36 p.
- Avec des nombres et des lignes : récréations mathématiques, Paris, Vuibert, 1937, XI-358 p.
- Du connu à l'inconnu  (préf. Jean Rostand), Paris, Gallimard, coll. « L'Avenir de la science » (no 13), 1941, 235 p.
- Algèbre, analyse et géométrie analytique, Paris, Eyrolles, coll. « Bibliothèque de l'Institut de topométrie », 1947, 449-10 p.
- Andre Bourrée et André de Sainte-Laguë, Algèbre, Paris, Foucher, coll. « Les Collèges techniques », 1948, 256 p.
- Géométrie descriptive et géométrie cotée : à l'usage des élèves de la classe de mathématiques et des candidats aux écoles, Paris, Eyrolles, coll. « Les Mathématiques de l'ingénieur », 1948, 272 p.
- Le Monde des formes, Paris, A. Fayard, coll. « Savoir », 1948, 358 p.
- André Sainte-Laguë et Henri Masson, L'Utilisation pratique des mathématiques, vol. 1, Calculs numériques et graphiques, Paris, Eyrolles, coll. « Les Mathématiques de l'ingénieur », 1949, 344 p.
- De l'homme au robot  (préf. Pierre Rousseau), Paris, Fayard, coll. « Savoir », 1953, 314 p.

## Distinctions
- Officier de la Légion d'honneur (1932)[3]
- Croix de guerre 1914–1918
- Médaille de la Résistance française